# Kim Young-min
Kim Young-min (Hangul: 김영민; 5 de noviembre de 1971) es un actor y actor de teatro surcoreano.

## Biografía
Hizo sus estudios superiores en el Instituto de las Artes de Seúl.

## Carrera
Es miembro de la agencia "management Play". Previamente formó parte de la agencia "PL Entertainment".
En 2005 apareció en la serie Super Rookie (신입사원) donde dio vida a Lee Il-man, el padre de Lee Bong-sam (Oh Ji-ho).
El 15 de abril del mismo año apareció en la película My Right to Ravage Myself donde interpretó al taxista Dong Shik. 
El 30 de noviembre del 2006 apareció como personaje principal de la película Ad-Lib Night, donde dio vida a Jang Ki-yong, un joven que se acerca a Lee Bo-kyung (Han Hyo-joo) para pedirle que se haga pasar por Myung Eun, una joven que dejó la aldea hace años y cuyo padre ahora está muriendo, para que el pueda morir en paz.
El 25 de septiembre del 2008 apareció como personaje secundario de la película My Dear Enemy donde interpretó a Dae Hee, el esposo de Hong Joo (Jung Kyung).
El 9 de junio del 2011 apareció como elenco recurrente de la película White: The Melody of the Curse donde dio vida al productor Lee Tae-yong.
El 16 de enero del 2014 apareció en la película Murderer (살인자), donde interpretó al padre de Ji Soo (Kim Hyun-soo).
El 22 de mayo del mismo año apareció como parte del elenco principal de la película One on One, donde dio vida a Oh Hyun, un hombre que es secuestrado por "The Shadow" (Ma Dong-seok) después de tener una cita con su novia y acosado por siete sombras.
El 2 de septiembre del 2016 se unió al elenco recurrente de la serie Fantastic, donde interpretó al congresista Choi Jin-tae, el infiel esposo de Baek Sul (Park Si-yeon).
En marzo del 2018 se unió al elenco recurrente de la serie My Mister (también conocida como "My Ahjussi"), donde dio vida a Do Joon-young, el CEO de la compañía y el jefe de Lee Ji-an (IU).
El 25 de agosto del mismo año se unió al elenco principal de la serie Hide and Seek, donde interpretó a Moon Jae-sang, un playboy y el sucesor del Grupo Taesan, una de las mejores compañías de Corea, hasta el final de la serie el 17 de noviembre del mismo año.
El 8 de mayo del 2019 se unió al elenco principal de la serie Save Me 2, donde dio vida a Seong Cheol-woo, un clérigo con una cara amable, una sonrisa hermosa y voz cautivadora que desea transmitir la fe al pueblo de Wonchuri, hasta el final de la serie el 27 de junio del mismo año.
El 14 de diciembre del mismo año se unió al elenco recurrente de la serie Crash Landing on You, donde interpretó a Jeong Man-bok, un militar del ejército de Corea del Norte encargado de intervenir las conexiones telefónicas, hasta el final de la serie el 16 de febrero del 2020.
El 27 de marzo del 2020 se unió al elenco principal de la serie The World of the Married, donde dio vida a Son Je-hyuk, hasta el final de la serie el 16 de mayo del mismo año.

## Filmografía

### Series de televisión
| Año     | Título                                    | Personaje       | Notas              | Ref.          |
| ------- | ----------------------------------------- | --------------- | ------------------ | ------------- |
| 1999    | The Legendary Doctor Heo Jun              | Byung Ja        |                    |               |
| 2005    | Super Rookie (신입사원)                   | Lee Il-man      |                    |               |
| 2008    | Woman of Matchless Beauty, Park Jung-geum | -               |                    |               |
| 2008    | Beethoven Virus                           | Jung Myung-hwan |                    |               |
| 2016    | Fantastic                                 | Choi Jin-tae    |                    |               |
| 2018    | Mi señor                                  | Do Joon-young   |                    |               |
| 2018    | Hide and Seek                             | Moon Jae-sang   | 48 episodios       |               |
| 2019    | Save Me 2                                 | Seong Cheol-woo | 16 episodios       |               |
| 2019-20 | Crash Landing on You                      | Jung Man-bok    | 16 episodios       |               |
| 2020    | The World of the Married                  | Son Je-hyuk     | 16 episodios       |               |
| 2020    | Private Life                              | Kim Jae-wook    | 16 episodios       |               |
| 2022    | Military Prosecutor Doberman              | Yong Moon-goo   |                    | [ 16 ]        |
| 2022    | Curtain Call                              | Lee Young-hoon  | Aparición especial | [ 17 ]        |
| 2024    | La vorágine                               | Kang Sang-woon  | Serie web          | [ 18 ] [ 19 ] |

### Películas
| Año  | Título                                       | Personaje                      | Notas                                                                             |
| ---- | -------------------------------------------- | ------------------------------ | --------------------------------------------------------------------------------- |
| 2001 | Address Unknown                              | Ji Hum                         | junto a Yang Dong-geun, Ban Min-jung, Cho Jae-hyun y Bang Eun-jin                 |
| 2003 | Spring, Summer, Autumn, Winter... and Spring | Joven Monje                    | junto a Oh Yeong-su, Kim Ki-duk, Seo Jae-kyeong, Ha Yeo-jin                       |
| 2005 | My Right to Ravage Myself                    | Dong Shik                      | junto a Jang Hyun-sung, Chu Sang-mi y Jeong Bo-seok                               |
| 2006 | A Cruel Attendance                           | Duende                         | junto a Kim Su-ro, Lee Sun-kyun, Go Eun-ah, Jeon Hye-jin y Oh Man-seok            |
| 2006 | Ad-Lib Night                                 | Jang Ki-yong                   | junto a Han Hyo-joo, Choi Il-hwa, Lee Jung-hyun, Yoon Hee-seok y Kim Hye-ok       |
| 2008 | Viva! Love                                   | Goo Sang                       | junto a Kim Hye-na, Jung Jae-jin, Lee Eung-jae, Lee Yong-nyeo y Kim Yong-seon     |
| 2008 | My Dear Enemy                                | Dae Hee                        | junto a Ha Jung-woo, Jeon Do-yeon, Kim Hye-ok, Kim Hee-jung y Jung Kyung          |
| 2009 | The Sword With No Name                       | Go Jong                        | junto a Jo Seung-woo, Soo Ae, Chun Ho-jin, Go Soo-hee y Choi Jae-woong            |
| 2009 | Kiss Me, Kill Me                             | Jefe del Departamento Min      | junto a Kang Hye-jung, Shin Hyun-joon, Baek Do-bin, Kim Sung-oh y Park Chul-min   |
| 2011 | Sorry, Thank You                             | Yeong Jin                      | junto a Choi Bo-kwang, Son Jong-hak, Kim Su-an y Nam Myung-ryul                   |
| 2011 | White: The Melody of the Curse               | Lee Tae-yong                   | junto a Hahm Eun-jung, Hwang Jin-hee, Jin Se-yeon, Kim Maydoni y Byun Jung-soo    |
| 2011 | Perfect Game                                 | Kang Sung-tae                  | junto a Jo Seung-woo, Yang Dong-geun, Choi Jung-won, Ma Dong-seok y Park Seo-joon |
| 2012 | Miss Conspirator                             | Apoyo del Equipo de Inspección | junto a Yoo Hae-jin, Go Hyun-jung, Lee Won-jong, Sung Dong-il y Jin Kyung         |
| 2013 | Hwayi: A Monster Boy                         | Det. Choi Jung-min             | junto a Kim Yoon-seok, Yeo Jin-goo, Jang Hyun-sung, Park Hae-joon y Nam Ji-hyun   |
| 2014 | Murderer                                     | Padre de Ji Soo                | junto a Ma Dong-seok, Ahn Do-gyu, Kim Hyun-soo, Kim Min-seo y Kim Hye-na          |
| 2014 | ONE On ONE                                   | Oh Hyun                        | junto a Ma Dong-seok, Lee Yi-kyung, Jo Dong-in, Yoo Tae-o y Park So-dam           |
| 2015 | Madonna                                      | Kim Sang-woo                   | junto a Seo Young-hee, Kwon So hyun, Ko Seo-hee, Yoo Soon-chul y Byun Yo-han      |
| 2015 | Memories of the Sword                        | Rey de Goryeo                  | junto a Lee Byung-hun, Jeon Do-yeon, Kim Go-eun, Lee Jun-ho y Lee Geung-young     |
| 2016 | Love, Lies                                   | Director de Producción         | junto a Han Hyo-joo, Yoo Yeon-seok, Chun Woo-hee y Park Sung-woong                |
| 2016 | The Net                                      | Investigador                   | junto a Ryoo Seung-bum, Lee Won-keun, Choi Gwi-hwa, Jo Jae-ryong y Oh Ah-rin      |
| 2017 | One Day                                      | "Expert"                       | junto a Chun Woo-hee, Kim Nam-gil, Kim Jung-hyun, Park Hee-von y Sung Joon        |
| 2017 | Warriors of the Dawn                         | Mensajero                      | junto a Lee Jung-jae, Yeo Jin-goo, Kim Mu-yeol, Park Won-sang, Esom y Bae Soo-bin |
| 2018 | The Closed Ward                              | Jun Yeong                      | junto a Park Ha-na                                                                |
| 2019 | A Diamond in the Rough                       | Guardia de Prisión Kang        | junto a Kim Hae-sook, Son Ho-jun, Kang Ki-doong, Lee Won-jong y Park Won-sang     |
| 2019 | A French Woman                               | -                              | junto a Kim Ho-jung, Abel Ryu y Kim Ji-young                                      |
| 2019 | Between The Seasons                          | Hyeon Woo                      | junto a Lee Young-jin, Yoon Hye-ri, Oh Ha-nee, Jang Jin-hee y Min Chan-ki         |
| 2020 | Lucky Chan-sil                               | -                              | junto a Kang Mal-geum, Youn Yuh-jung, Bae Yoo-ram y Yoon Seung-ah                 |

### Programas de variedades
| Año  | Título      | Notas                 |
| ---- | ----------- | --------------------- |
| 2020 | Running Man | invitado              |
| 2018 | Radio Star  | (ep. #577) - invitado |

### Teatro
| Año         | Obra                       | Personaje      | Notas  |
| ----------- | -------------------------- | -------------- | ------ |
| 2017        | 혈우                       | -              |        |
| 2015        | 나무 위의 군대             | -              |        |
| 2015        | 살짝 넘어갔다가 얻어맞았다 | -              |        |
| 2012, 2015  | M.Butterfly                | René Gallimard |        |
| 2013        | 칼집 속의 아버지           | -              |        |
| 2010 - 2011 | Don Quijote (돈키호테)     | Cardenio       |        |
| 2010        | Shoot My Heart             | -              |        |
| 2010        | Amy                        | -              |        |
| 2009        | Rain Man                   | -              |        |
| 2007        | Bad Magnet                 | -              |        |
| 2005        | Carmen (카르멘)            | -              | [ 24 ] |
| 2005        | Equus                      | -              |        |
| 2004        | An Ode To Youth            | -              |        |
| 2004        | Hamlet                     | -              |        |
| 2004        | Ssunday Seoul              | -              |        |
| 2003        | Roberto Zucco              | -              |        |
| 2002        | Yangpa                     | -              |        |

## Premios y nominaciones
| Año  | Categoría                        | Premio                       | Trabajo                  | Resultado |
| ---- | -------------------------------- | ---------------------------- | ------------------------ | --------- |
| 2020 | Best Supporting Actor            | 7th APAN Star Award          | The World of the Married | Ganó      |
| 2020 | Best Supporting Actor            | 7th APAN Star Award          | Crash Landing on You     | Ganó      |
| 2020 | Best Scene Stealer Actor         | 18th Brand of the Year Award | The World of the Married | Ganó      |
| 2020 | Best Supporting Actor (TV)       | 56th Baeksang Arts Award     | The World of the Married | Nominado  |
| 2020 | Best Supporting Actor (Film)     | 56th Baeksang Arts Award     | Lucky Chan-sil           | Nominado  |
| 2018 | 주말특별기획부문 남자 우수연기상 | MBC Drama Awards             | Hide and Seek            | Nominado  |
| 2010 | 남자연기상                       | 대한민국 연극대상            | Don Quijote (돈키호테)   | Ganó      |